# زک اروین
زک اروین (انگلیسی: Zak Irvin؛ زادهٔ ۵ سپتامبر ۱۹۹۴) بازیکن بسکتبال اهل ایالات متحده آمریکا است.